# Blaise Metreweli
Blaise Metreweli, née le 30 juillet 1977 à Brent, est une fonctionnaire britannique, nommée chef du Secret Intelligence Service (MI6) en juin 2025, poste pour lequel elle entrera en fonction le 1er octobre 2025,.

## Biographie

### Enfance et formation
Blaise Florence Metreweli est née le 30 juillet 1977 à Brent près de Londres. Avec ses frères et sœurs, elle passe une partie de son enfance à Hong Kong où son père a une chaire en imagerie médicale à la Chinese University of Hong Kong. Puis à Riyad en Arabie Saoudite de 1982 à 1985 où son père fait une résidence médicale militaire.
Elle étudie à Cheltenham Ladies' College jusqu'en 1993 où elle refuse le rôle de school captain. Puis, elle étudie à Westminster School à Londres où elle suit des cours de russe, d'économie, d'histoire et d'art. Elle y est school captain de 1994 à 1995 avec 598 garçons et 70 filles sous sa supervision.
Elle étudie l'anthropologie au Pembroke College à Cambridge où elle obtient un Bachelor of Arts en 1998. Elle fait partie de l'équipage vainqueur de la Women's Boat Race en 1997 contre l'équipe de l'université d'Oxford. Elle est dans la même promotion que les atlètes olympiques Sarah Winckless, Francesca Zino et Alison Mowbray.

### Carrière
Blaise Metreweli rejoint le MI6 en 1999 où elle travaille comme agent de renseignement, notamment à un niveau élevé au MI5. Elle passe une grande partie du début de sa carrière au Moyen-Orient, alors que la Grande Bretagne est militairement impliquée en Afghanistan et en Iraq. Elle participe à la lutte contre le terrorisme, gère les menaces d'Etat dans un contexte géopolitique complexe incluant la surveillance biométrique chinoise et les cyberattaques russes. De 2000 à 2003, elle est le Second Secrétaire (en) à l'Economie à Dubaï pour le Foreign and commonwealth Office.
Elle donne des interviews sous pseudonyme à plusieurs journaux : « Director K » pour The Telegraph en 2021, « Ada » pour le Financial Times en 2022. Elle est surnommée « Doctor K » lorsqu'elle remplace la direction du service de contre-espionnages contre les Etats hostiles au MI5 à partir de décembre 2021. Puis, on la nomme « Q » à partir de juin 2025 quand elle devient directrice générale de la technologie et de l'innovation au MI6. Pour la première fois alors, 3 des 4 directeurs généraux sont des femmes.
Ce même mois, elle est nommée directrice du Secret Intelligence Service (MI6), succédant à Richard Moore, dont le mandat expire le 1er octobre 2025. Elle sera la première femme à occuper cette charge,. Elle a été sélectionnée parmi 4 candidats, dont 3 des agences de renseignement britanniques et Barbara Woodward du Foreig Office. Elle sera le 3e dirigeant à avoir étudier au préalable au Pembroke College de Cambridge.

## Décorations
Compagnon de l'ordre de Saint-Michel et Saint-Georges (CMG) remis à la King's Birthday Honours le 15 juin 2024 en tant que directrice générale du Foreign, Commonwealth and Development Office pour ses « services rendus à la politique étrangère britannique »

## Famille
Le père est Blaise Metreweli est père Constantine Metreweli, un radiologue et vétéran de l'armée britannique. Il a pris le nom de son beau-père géorgien David Metreweli et n'a jamais connu son père Constantine Dobrowolski, un collaborateur nazi ukrainien,.
Constantine Dobrowolski est un collaborateur nazi ukrainien d'origine germano-polonaise. Né en 1906 dans une famille de nobles propriétaires terriens, il est arrêté en 1926 et condamné à dix ans de prison en Sibérie pour agitation antisoviétique, antisémitisme et dissimulation de son ascendance. Alors qu'il n'avait que 11 ans, pendant la guerre civile, les bolcheviks avaient détruit sa maison et massacré une partie de sa famille. De retour d'exil en 1937, il est affecté en avril 1941, pendant la Seconde guerre mondiale, à Dnepropetrovsk au sein de l'Armée rouge pour l'achat de machines-outils. Aussitôt il demande à être envoyé sur le front et déserte à la première occasion pour passer à l’ennemi le 4 août 1941. Il collabore avec l'occupant nazi comme informateur dans la région de Tchernihiv. Surnommé « Le Boucher » ou « Agent n°30 » par des officiers allemands, il contribue notamment « personnellement » à « l'extermination des Juifs », comme il l'affirme lui-même dans des courriers échangés avec ses supérieurs. Il organise la fuite de sa femme Varvara et de son fils vers l’Ouest en 1943, alors que l’Armée rouge reprenait le territoire de Tchernihiv. Sa dernière trace dans les archives date du mois d'août 1943, soit un mois avant la libération de la ville par les Soviétiques.